# Clytra burmensis
Clytra burmensis es un coleóptero de la familia Chrysomelidae. Fue descrita científicamente por primera vez en 1998 por Medvedev.